# Château du Vergier
Le château du Vergier se situe sur la commune de Désaignes dans le département de l'Ardèche.

## Historique
Au XVIe siècle, les seigneurs du Verger, famille noble de Désaignes, décident d'en entreprendre la construction. Il s'agit à l'origine d'une simple maison forte rectangulaire avec une tour d'escalier. Le château et le domaine passent aux mains de la famille de Tournon par le mariage de Jean de Tournon et d'Isabelle du Vergier. Les héritiers Francois-Christophe de Tournon-Meyres et sa femme s'installent au château en 1630, le réaménagent, font construire la chapelle de la Croix du Verger dans la cour du château. En 1746, pour des raisons d'héritage, Jacques de Tournon accole le nom de jeune fille de sa mère au sien ; la branche s'appelle de Tournon-Simiane. Son petit-fils Just-Hippolyte vient se fixer au château au XIXe siècle. En 1830, il fait reconstruire la façade nord : le bâtiment est élevé d'un étage et toute la maison ornée de mâchicoulis. La tour est aussi élevée et garnie de créneaux ; la terrasse est construite en 1859. La petite nièce de Just-Hippolyte épouse à cette époque le comte Jean de Chabannes-La Palice, famille qui conserve le château jusqu'en 1994.